# Fort Bragg (Caroline du Nord)
Cet article concerne la base militaire américaine. Pour la localité californienne de ce nom, voir Fort Bragg (Californie).
Fort Bragg (anciennement Fort Liberty du 2 juin 2023 au 10 février 2025) est une base militaire américaine de l'United States Army qui est située dans les comtés de Cumberland et de Hoke en Caroline du Nord, près de la ville de Fayetteville.

## Caractéristiques
Il s'agit, en 2025, de la plus grande base militaire aux États-Unis (avec 45 000 militaires et 11 000 personnels civils.
Elle est la plus grande base d'entraînement de commandos au monde avec ses 49 km2.

## Toponymie
Elle est nommée à sa fondation en 1918 en l'honneur de Braxton Bragg, un général de l'Armée des États confédérés relevé de son commandement après sa déroute lors de la bataille de Chattanooga en 1863. 
Entre 2023 et février 2025, la base est nommée Fort Liberty par l'administration Biden qui supprime le nom de neuf installations militaires baptisées d’après des officiers ayant servi les États confédérés d'Amérique. 
Au début de la seconde présidence de Donald Trump, le Secrétaire de la Défense renomme la base selon son précédent nom, comme annoncé durant la campagne présidentielle. Le retour au nom supprimé rend cette fois hommage au soldat Roland L. Bragg de la 17e division aéroportée, un combattant de la Seconde Guerre mondiale qui été décoré pour ses faits d’armes lors de la bataille des Ardennes, et dont le nom avait été proposé en 2022 par une commission.

## Personnalités liées
- Nancy Mace (1977-), femme politique américaine, y est née.
- William Joseph Burns (1956-), diplomate américain, 29e directeur de la Central Intelligence Agency de 2021 à 2025.
- Michael Blake, né le 5 juillet 1945 à Fort Bragg et mort le 2 mai 2015 à Tucson, auteur américain connu en particulier pour son roman Danse avec les loups.

## Unités stationnées
Liste des insignes des unités :

## Monument
- Statue Iron Mike, sculptée par Leah Hiebert sur le modèle du sergent major James Runyon, inaugurée en 1961

## Démographie
| 1970   | 1980   | 1990   | 2000   | 2010   | - |
| ------ | ------ | ------ | ------ | ------ | - |
| 46 995 | 37 834 | 34 744 | 29 183 | 39 457 | - |